# Přeštice

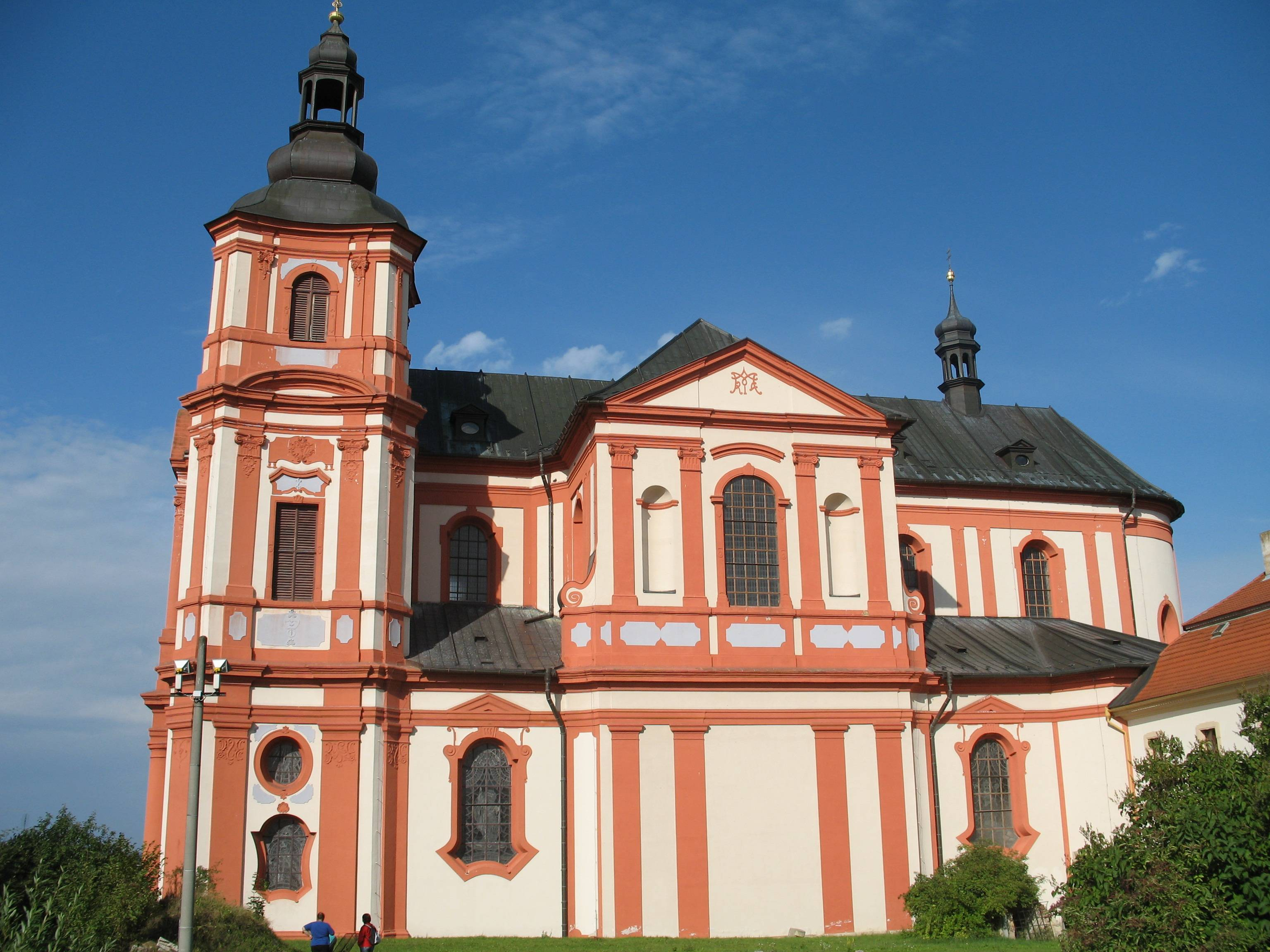
Kirche Mariä Himmelfahrt

Přeštice (deutsch Prestitz, 1939–1945: Pschestitz) ist eine tschechische Stadt südlich von Pilsen und hat 7165 Einwohner. Die Stadt liegt in 345 m ü. M. im breiten, sanften Tal des mittleren Flusslaufes der Úhlava in den südlichen Ausläufern des Pilsener Beckens.

## Geschichte
Die erste schriftliche Erwähnung ist in einer Urkunde von König Otakar I. Anfang des 13. Jahrhunderts verzeichnet. Urzeitliche Funde beweisen die Besiedlung schon in der Bronzezeit. Vor der Hussitenzeit gehörte Přeštice zum Kloster Kladruby. Im 15. und 16. Jahrhundert befand sich die Stadt im Eigentum der Adelsfamilie Schwihau von Riesenberg (Švihovský), von deren Wappen die Stadt in ihr Wappen zwei schwarze Adlerweibchen übernommen hat.
Eine bedeutsame Dominante der Stadt ist die Barockkirche Mariä Himmelfahrt, erbaut in den Jahren 1750–1775 nach den Plänen des Kirchenbaumeisters Kilian Ignaz Dienzenhofer. Bei einer grundlegenden Renovierung in den vergangenen Jahren erhielt das Gotteshaus seine beiden barocken Turmaufsätze, die bisher gefehlt hatten.
Im Haus der Geschichte von Přeštice befindet sich eine ständige Ausstellung mit dem Original eines Ladens aus der Zwischenkriegszeit, alten Handwerksarbeiten und gewerblichen Leistungen aus dem Gebiet.
Zwischen Přeštice und Dolní Lukavice liegt ein 380-kV-Umspannwerk, in dem ein Stromkreis der von Etzenricht (Bayern) herkommenden Leitung endet.

## Stadtgliederung
Zu Přeštice gehören die Ortsteile Skočice (Skotschitz), Zastávka und Žerovice (Scherowitz).

## Städtepartnerschaften
- Nittenau, Deutschland

## Söhne und Töchter der Stadt
- Josef Hlávka, tschechischer Baumeister, Architekt und Mäzen
- Jakub Jan Ryba, böhmischer Komponist